# Microlicia microphylla
Microlicia microphylla är en tvåhjärtbladig växtart som beskrevs av Célestin Alfred Cogniaux. Microlicia microphylla ingår i släktet Microlicia och familjen Melastomataceae. Inga underarter finns listade i Catalogue of Life.